# Портолан

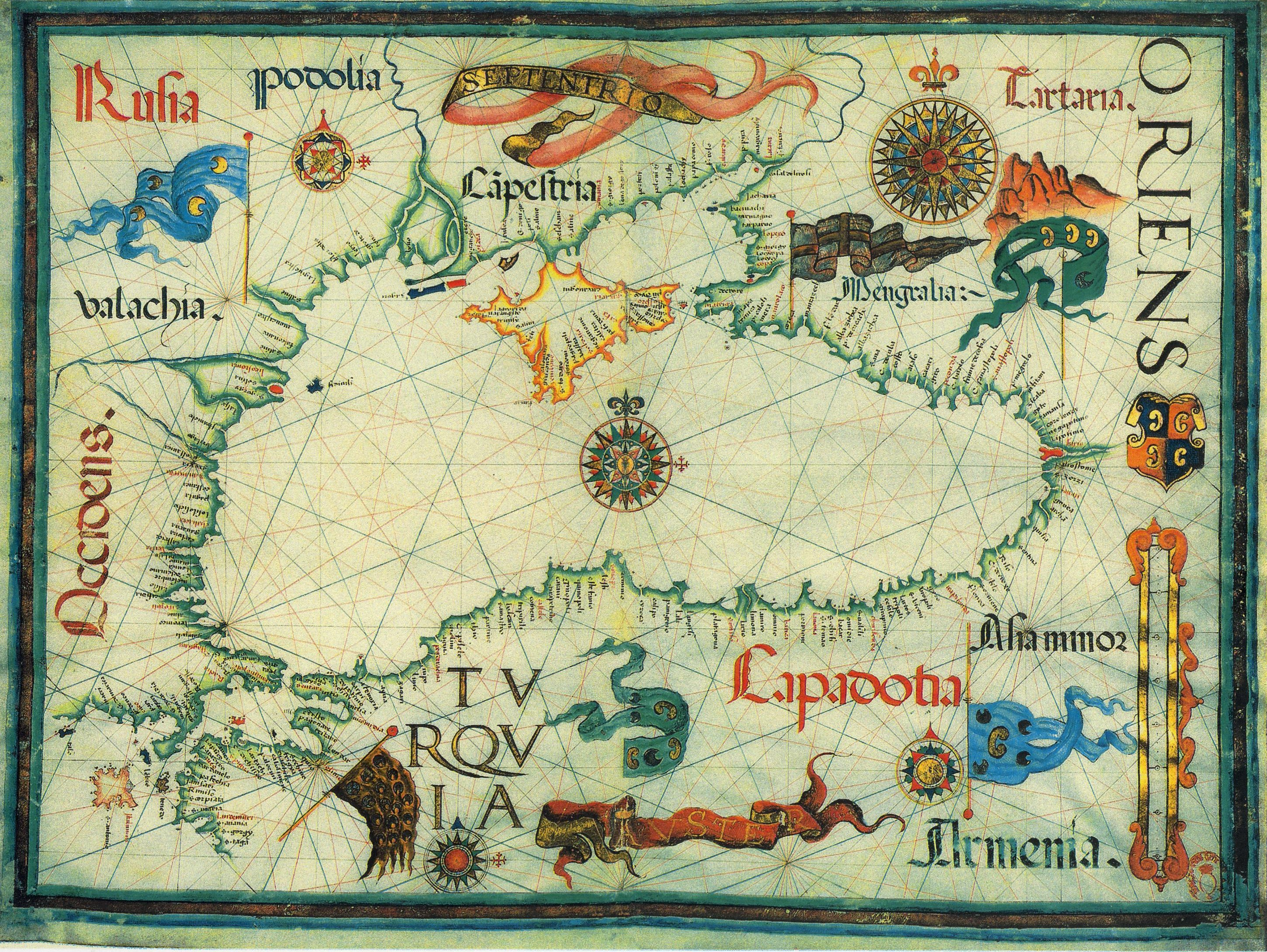
Портолан Чорного моря, складений Дієго Хомем, 1559 рік

Портола́н, портула́н (італ. portolano — «лоція») — високоточні середньовічні навігаційні морські карти. Виготовлялись за своїм прямим призначенням протягом XIV—XVII століть, головним чином на пергаменті. Головною особливістю цих карт є детально і реалістично промальована лінія узбережжя з вказаними навігаційними небезпеками (скелі, підводні камені, мілини) та топонімами, що написані з боку узбережжя перпендикулярно до нього, нанесена на карту мережа ліній румбів і лінійний масштаб.
У наш час у світі відомо про близько 2000 подібних карт та атласів портоланів. З них на близько 740 було відображено Чорне море.

## Назва
Оригінальна назва таких карт складається з термінів «карта» (лат. mappa, carta) з прикметником «морська» (лат. maritima, marina) або «навігаційна» (лат. nautica, navigera). Сучасну наукову назву (англ. portolan chart — «карта-портолан») отримала у другій половині XIX століття з обов'язковим уточненням «морська карта» (англ. chart), щоб відрізняти від текстового опису узбережжя, лоції (італ. portolano — «лоція, перелік портів»).
Відома також як румбова або компасна карта, застосовувалась і назва — локсодромна карта.

## Історія

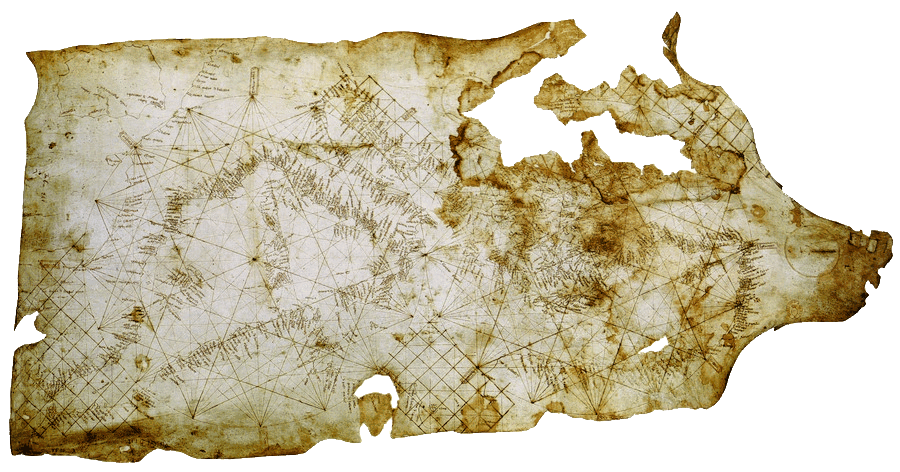
Пізанська карта

Походження, картографічна проєкція і технологія виготовлення карт-портоланів невідомі. Ці карти, виконані вже на достатньо точному і якісному рівні (принаймні щодо акваторії Середземномор'я) абсолютно несподівано з'являються на початку XIV століття, в часи, коли мореплавці Генуезької республіки і, в меншій мірі Венеції, активно освоювали морські торгові шляхи через Середземне і Чорне море до Криму і Азовського моря. Саме ці географічні об'єкти і зображені на більшості перших портоланів. Яким чином складались найперші портолани, які карти могли слугувати їм прообразом, як проводились картографічні роботи для складання карт-портоланів дотепер залишається предметом дискусій.

Перші відомі карти-портолани датуються XIV століттям, це карти Середземного та Чорного морів. Найстаріша з відомих карт, яка підписана і датована, виготовлена П'єтро Весконте (італ. Petrus Vesconte) з Генуї, в 1311 році. Цей рік і вважається початком професійної картографії. Донедавна вважалось, що найстарішою картою є так звана «Пізанська карта» (лат. Carta Pisana), але пізніше було доведено, що ця карта належить до середини XIV століття.

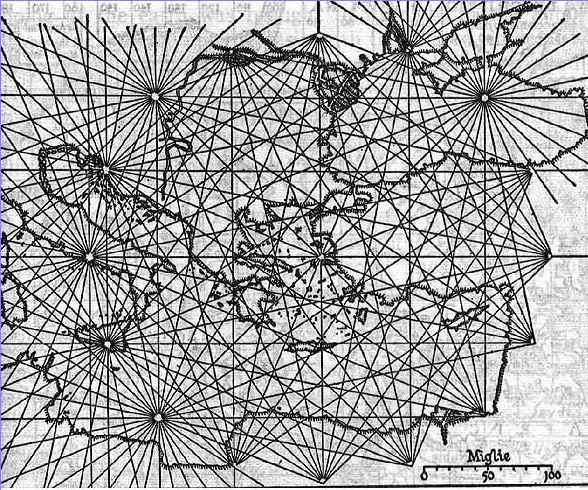
Перший підписаний портолан. 1311 р. П'єтро Весконте

На портоланах Ангеліно Дульсерта і майстерні Весконте, що датуються 1311—1325 роком, європейське атлантичне узбережжя аж до Фландрії вже показано з тим же ступенем деталізації, що і Середземномор'я. Деякі уточнення робилися на портоланах і пізніше для Британських островів. Крім того, на більш пізні портолани другої половини XIV століття було нанесено ряд островів в Атлантиці — Канарські острови, Мадейра та Азорські острови, а також деякі популярні міфічні острови — Антилія і Бразиль.

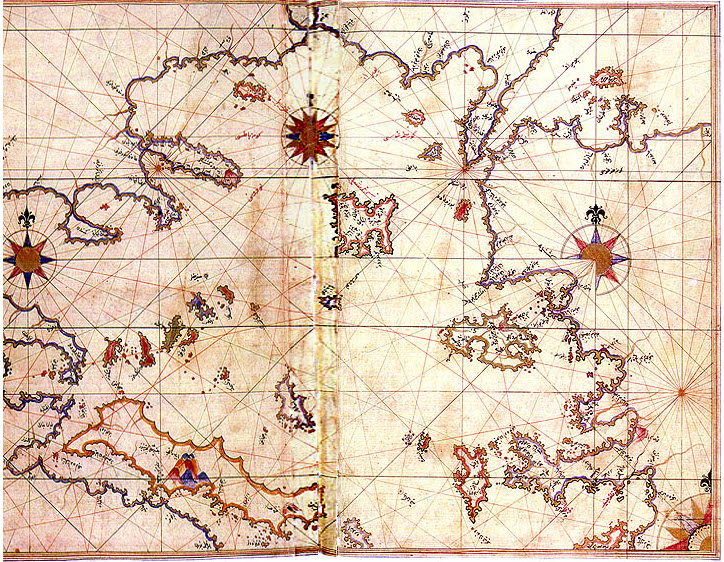
Портолан 1528 р османського адмірала Пірі-реїса з зображенням Егейського моря

У наступні часи раніше встановлені обриси берегів як правило тільки копіюються, на них уточнюються назви і прапори державної належності, але нових картографічних зйомок в Середземноморському регіоні вже не проводиться. Портолани перемальовувалися з покоління в покоління до тих пір, поки європейська картографія не досягнула досить високого рівня і не змогла запропонувати карти, що перевершують портолани за якістю. Деяке погіршення в зображенні окремих дрібних деталей відноситься на рахунок копіювальників, що виявляли недбалість при перемальовуванні першоджерел.
Карти Середземномор'я, що відносяться до цього ж типу, продовжували масово виготовлятися і в XVI столітті, вже після відкриття Нового світу і морського шляху до Індії навколо Африки.
З початком Доби великих географічних відкриттів (з середини XV століття) карти-портолани починають включати і результати нових географічних досліджень. Так, перша відома в світі карта з зображенням нещодавно відкритої Америки — карта Хуана де ла Коси є типовим портоланом як по зовнішньому вигляду, так і по манері виконання. Цінність таких мап стрімко зростає, в Португалії та Іспанії вони набувають статусу державної таємниці. В Португалії був створений секретний офіційний примірник географічної карти — Падран-Реал на який наносились усі останні відкриття і з якого робились копії, що роздавались капітанам, що перебували на службі у Португальської корони. В Іспанії в 1507 році був створений свій відповідник такої секретної офіційної карти — іспанський Падрон-Реал.
Виробництво карт-портоланів розвивалось у найбільш активних на той момент центрах морської торгівлі: Італії та на острові Майорка (XIV століття), потім в Португалії та Іспанії (XV століття), південній Франції (XV—XVI століття), північній Франції (XVI—XVII сторіччя), Англії та Голландії (XVII століття). У XVI столітті відомо і про японські та арабські карти-портолани.
Морські карти в проєкції Меркатора замінили карту-портолан наприкінці XVII століття.
В Україні, у фондах Інституту рукописів Національної бібліотеки ім. Вернадського, зберігається атлас карт-портоланів Граціозо Бенінказо, зроблений у 1474 р.

## Картографічні школи

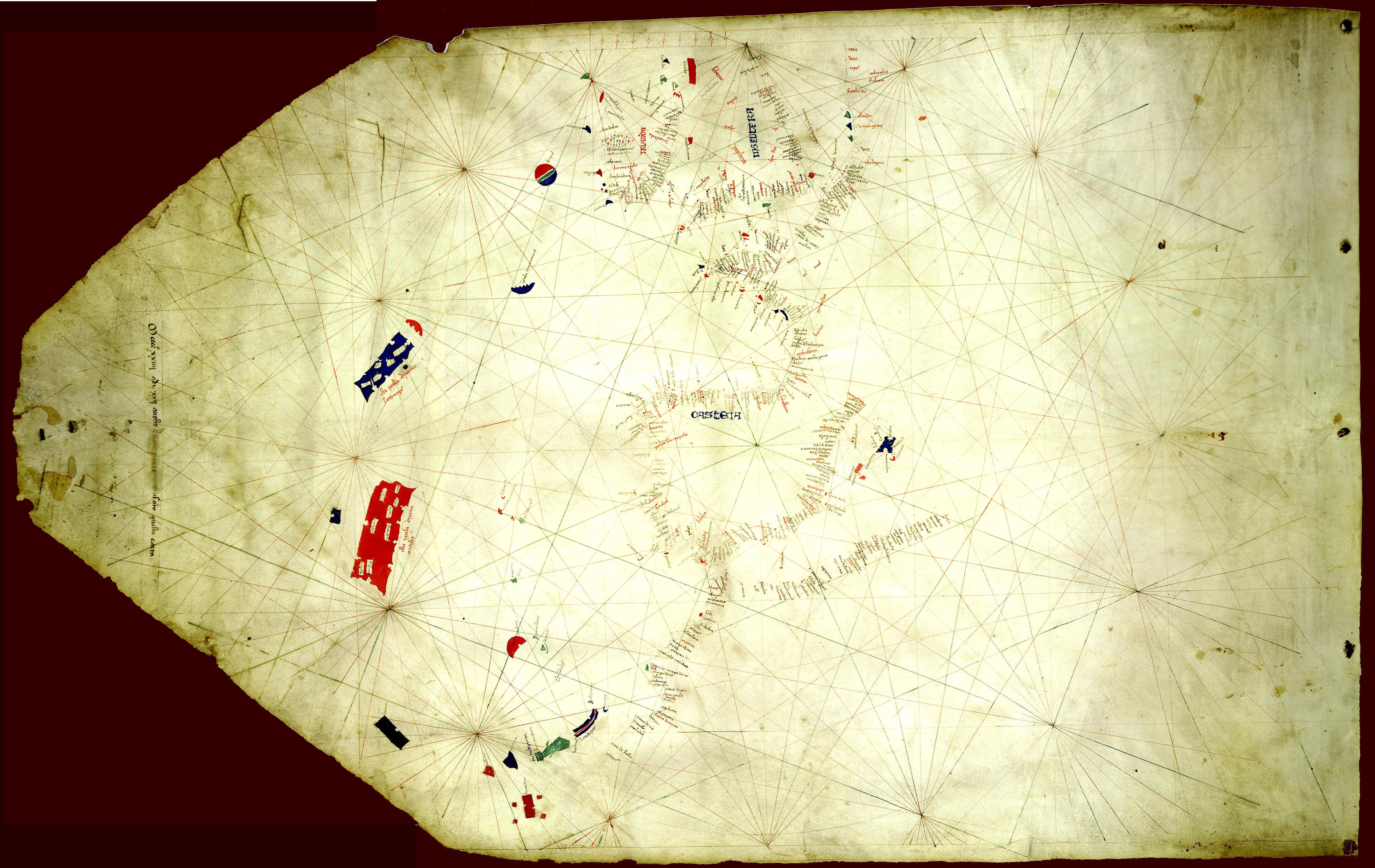
Типовий портолан «Італійської картографічної школи» Портолан Дзуане Піццігано 1424 р.

Перші карти-портолани були виготовлені в Італії та на острові Майорка.

Розрізняють портолани двох шкіл — «італійської» картографічної школи і «майорканської» (або «каталонської») картографічної школи. Представниками італійської школи були переважно картографи морських республік - Генуї та Венеції, представиками каталонської школи — єврейські та християнські карторафи з майорканської Пальми та Барселони. На портоланах італійської школи внутрішня територія суші не ілюструється зовсім або ілюструється дуже обмежено. Натомість на «майорканських» портоланах, крім традиційних контурів узбережжя і островів. в тій чи іншій мірі були додатково також присутні схематичні зображення деяких гірських хребтів, річок та інших внутрішніх географічних об'єктів, а також різні додаткові художньо-декоративні елементи.

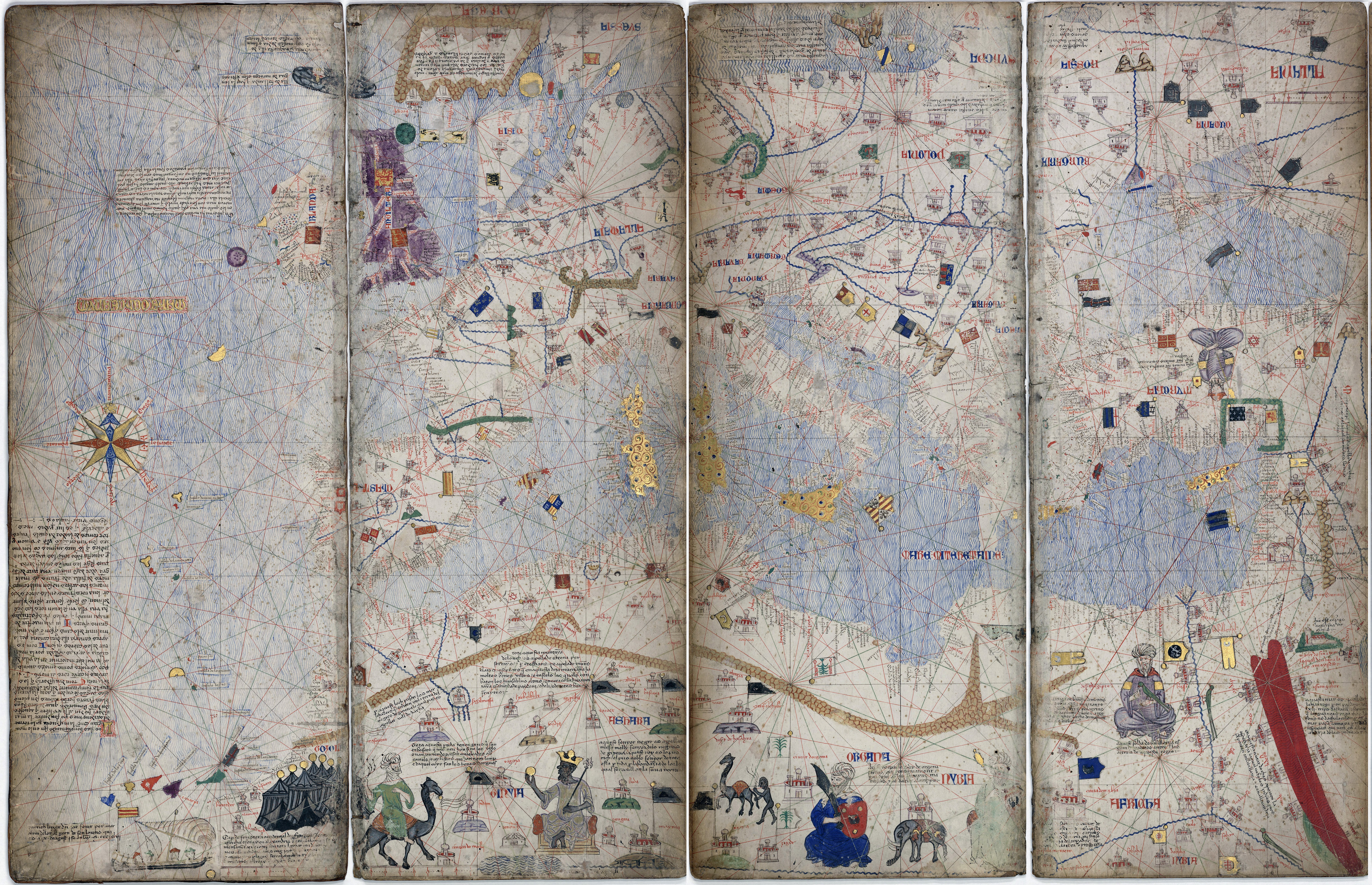
Типовий портолан «Майорканської картографічної школи». Каталанський Атлас Абраама Крескеса, 1385 р.

## Особливості
Портолани є навігаційними картами в тому сенсі, що на них в першу чергу показані важливі для навігації об'єкти — узбережжя морів і острови, що знаходяться в цих морях. Використовували їх купці та мореплавці.

### Виготовлення
Для виготовлення портолана брався якісний пергамент з овечої шкури, дуже часто — без обрізання шийного виступу до прямокутника. Типовий лист такого пергаменту мав розміри близько 100 × 60 см, іноді трохи менше, іноді більше. Два або чотири прямокутних листа пергаменту могли з'єднуватися разом для отримання карти більшого розміру
Портолани виготовлялись як окрема карта, або у складі збірки на весь Середземноморський регіон, включно з Чорним та Азовським морями, атлантичним узбережжям Європи, Північної Африки та Британськими о-вами.

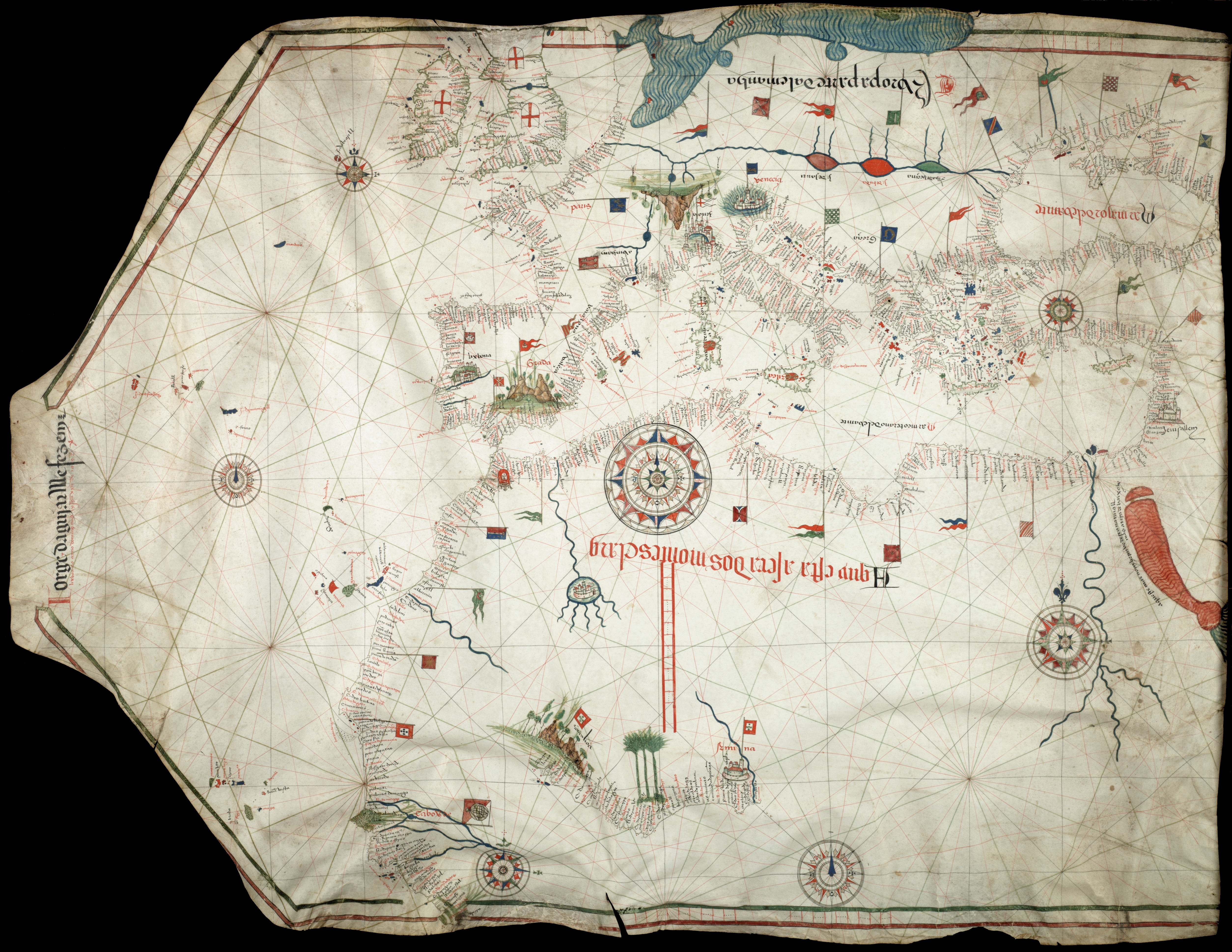
Португальський портолан Жорже Агуяра 1492 р.

Картографування відбувалось за допомогою компаса, використовуючи локсодроми.

### Зображення інформації
Будучи морської картою, портолани створювались в першу чергу для потреб морської навігації. Для зручності користування дрібні деталі узбережжя зображені на ньому могли бути досить умовними. Невеликі миси часто показуються крупніше, ніж вони є насправді. Бухти між мисами можуть схематично зображуватися дугами кіл (особливо це характерно для «декоративної» арабської школи портоланів). Естуарії річок позначені двома паралельними лініями, що входять в глиб суші. Прибережні скелі зображені чорними точками, мілини — червоними крапками. Острови, щоб їх було краще видно, виділяються різними кольорами.
Вздовж узбережжя підписані багато сотень географічних об'єктів — миси, затоки, річки, порти. Підписи зазвичай спрямовані від берега всередину суші. Тому у портолана немає єдиної орієнтації підписів, як у сучасній карти, і його можна розглядати з різних сторін.

### Сітка румбів

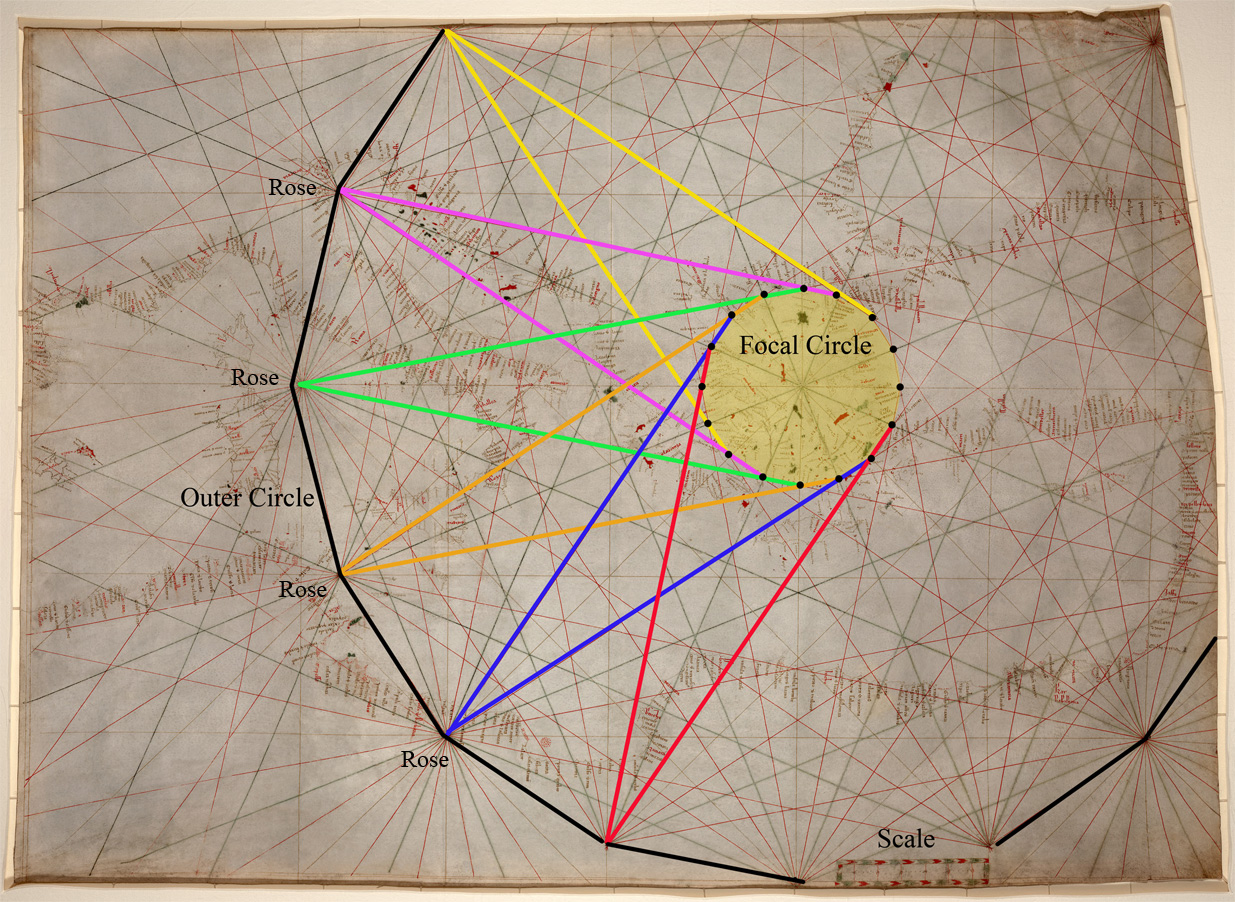
Принцип побудови сітки румбів

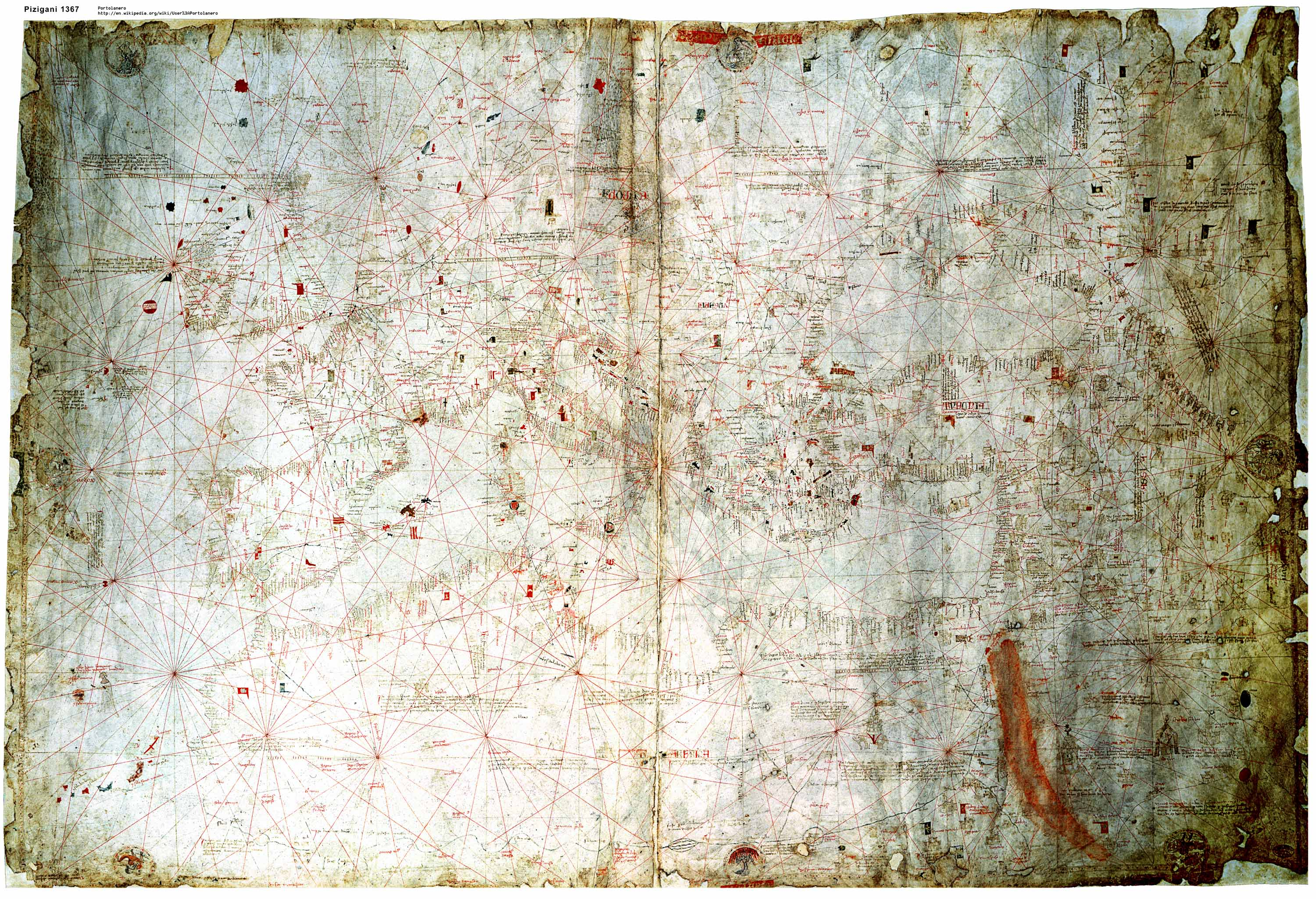
Типовий портолан «Італійської картографічної школи». (Брати Піццигані, 1367 р.)

Характерною ознакою портоланів є нанесена на них сітка румбів, спочатку, як правило — для шістнадцяти основних напрямків, на пізніших портоланах — для 32. Для побудови цієї сітки креслиться допоміжна окружність, що охоплює певну частину карти. У цій окружності проводяться два перпендикулярних між собою діаметри в напрямках «північ — південь» і «захід — схід». Дуга окружності між точками перетину її діаметрами знову ділиться навпіл новими діаметрами так, щоб в результаті окружність перетиналась діаметрами в 16 (або 32) рівновіддалених точках. Всі пари точок перетину кола, що отримані внаслідок перетину кола одним діаметром (тобто віддалені одна від іншої на 180), з'єднуються дотичними прямими лініями певних кольорів. Великі портолани, що охоплюють все Середземномор'я, можуть бути забезпечені кількома сітками румбів, що нанесені на основі не одного, а декількох кіл рівного діаметра, які перетинаються між собою. Напрямок «північ — південь» на портоланах систематично відхиляється від географічного меридіана на величину від 4° до 12°, різну для окремих великих частин Середземного моря. Прийнято вважати, що цей напрям відповідає магнітним меридіанам з характерним для даної епохи магнітним схиленням. Капітани кораблів у відкритому морі орієнтували свої карти переважно по стрілці компаса, а не по небесних світилах, що вказують на географічні північ і південь. Треба думати, що і укладачі портоланов користувалися в своїй роботі магнітним компасом, який в XIII столітті був уже досить добре відомий.

### Масштабні лінійки

Портолан генуезця Альбіно де Канепа 1489 р.

Багато портоланів забезпечені масштабними лінійками. Кожний великий поділ лінійки ділиться точками на 5 малих поділок. В сучасних мірах довжини великий поділ становить — 60 ± 5 км, малий поділ — 12 ± 1 км. Прийнято вважати, що один такий малий поділ на карті дорівнює 10 милям на місцевості, де одна миля дорівнює 1,2 ± 0,1 км. Одиниця масштабу досі не визначена, це дискусійне питання. Проєкція, в якій малювали портолани, а також технологія їх копіювання досі невідомі. Ерік Норденшельд ще у XIX столітті надав припущення, що був один примірник (нормальний портолан), а всі наступні карти були скопійовані з нього.